# Henrik Andersen
Henrik Andersen (Amager, 7 mei 1965) is een Deense voormalig voetballer.

## Clubcarrière
Andersen, een verdediger, begon bij de jeugd van Fremad Amager. Andersen bleef lang bij Fremad Amager en maakte in 1982 zijn debuut in het A-elftal van de club. De Deense ploeg speelde in de Tweede Klasse maar toch werd de linksachter ontdekt door de scouts van het Belgische RSC Anderlecht.
En dus begon Andersen in 1982-1983 bij RSC Anderlecht aan het voetbalseizoen. In zijn eerste seizoen zat de Deen nog vaak op de bank maar uiteindelijk werd de linksachter een vaste waarde in het elftal van Anderlecht. Hij was erg geliefd bij het Anderlecht publiek omdat hij op zijn linkerflank vaak mee oprukte. Andersen bleef in totaal acht seizoenen bij de Brusselse club en won met Anderlecht de UEFA-Cup tegen SL Benfica. Hij werd ook drie keer landskampioen en won tweemaal de Beker van België.
In 1990 verhuisde Andersen naar Duitsland om er bij FC Keulen te gaan voetballen. Ook daar bleef hij acht seizoenen lang en in 1998 maakte hij bij FC Köln een einde aan zijn carrière als speler, hij was 33 jaar.

## Interlandcarrière
Andersen speelde dertig keer voor de nationale ploeg van Denemarken en was goed voor twee doelpunten. Hij maakte zijn debuut op woensdag 8 mei 1985 in de vriendschappelijke thuiswedstrijd tegen de DDR (4-1) in Kopenhagen. Met Denemarken nam Andersen deel aan het WK voetbal 1986 in Mexico en werd hij Europees kampioen in 1992. Op dat EK raakte hij zwaar gekwetst aan de knie. tv-beelden registreerden na contact met een tegenstander een abnormaal grote zwelling op de knieschijf.

## Privé
Henrik Andersen heeft een zoon, Kristoffer, die ook voetballer is en staat tijdens het seizoen 2014/15 onder contract bij de Duitse derde divisie kant Fortuna Keulen.